# Lambres-lez-Douai
Lambres-lez-Douai ist eine französische Gemeinde mit 4902 Einwohnern (Stand: 1. Januar 2022) im Département Nord in der Region Hauts-de-France. Sie gehört zum Arrondissement Douai und zum Kanton Douai. Die Einwohner werden Lambresiens und Lambresiennes genannt.
Die Gemeinde erhielt 2022 die Auszeichnung „Drei Blumen“, die vom Conseil national des villes et villages fleuris (CNVVF) im Rahmen des jährlichen Wettbewerbs der blumengeschmückten Städte und Dörfer verliehen wird.

## Geographie
Die Gemeinde Lambres-lez-Douai ist ein südwestlicher Vorort der Stadt Douai und mit dieser baulich zusammengewachsen. Die Gemeinde wird umgeben von den Nachbargemeinden Douai im Norden und Nordosten, Sin-le-Noble im Osten, Férin im Südosten, Courchelettes und Corbehem im Süden, Brebières im Südwesten sowie Cuincy im Nordwesten. Durch die Gemeinde fließt die Scarpe, ein Zufluss der Schelde.
Auf dem nordwestlichen Gemeindegebiet von Lambres-lez-Douai befindet sich ein Standort des Autokonzerns Renault (Produktion des Scénic und des Mégane II).

## Bevölkerungsentwicklung
| Jahr                       | 1962 | 1968 | 1975 | 1982 | 1990 | 1999 | 2010 | 2020 |
| Einwohner                  | 4461 | 5159 | 5509 | 5087 | 5043 | 4911 | 5092 | 4953 |
| Quellen: Cassini und INSEE |      |      |      |      |      |      |      |      |

## Sehenswürdigkeiten
- Kirche Saint-Sarre, wiedererrichtet 1960

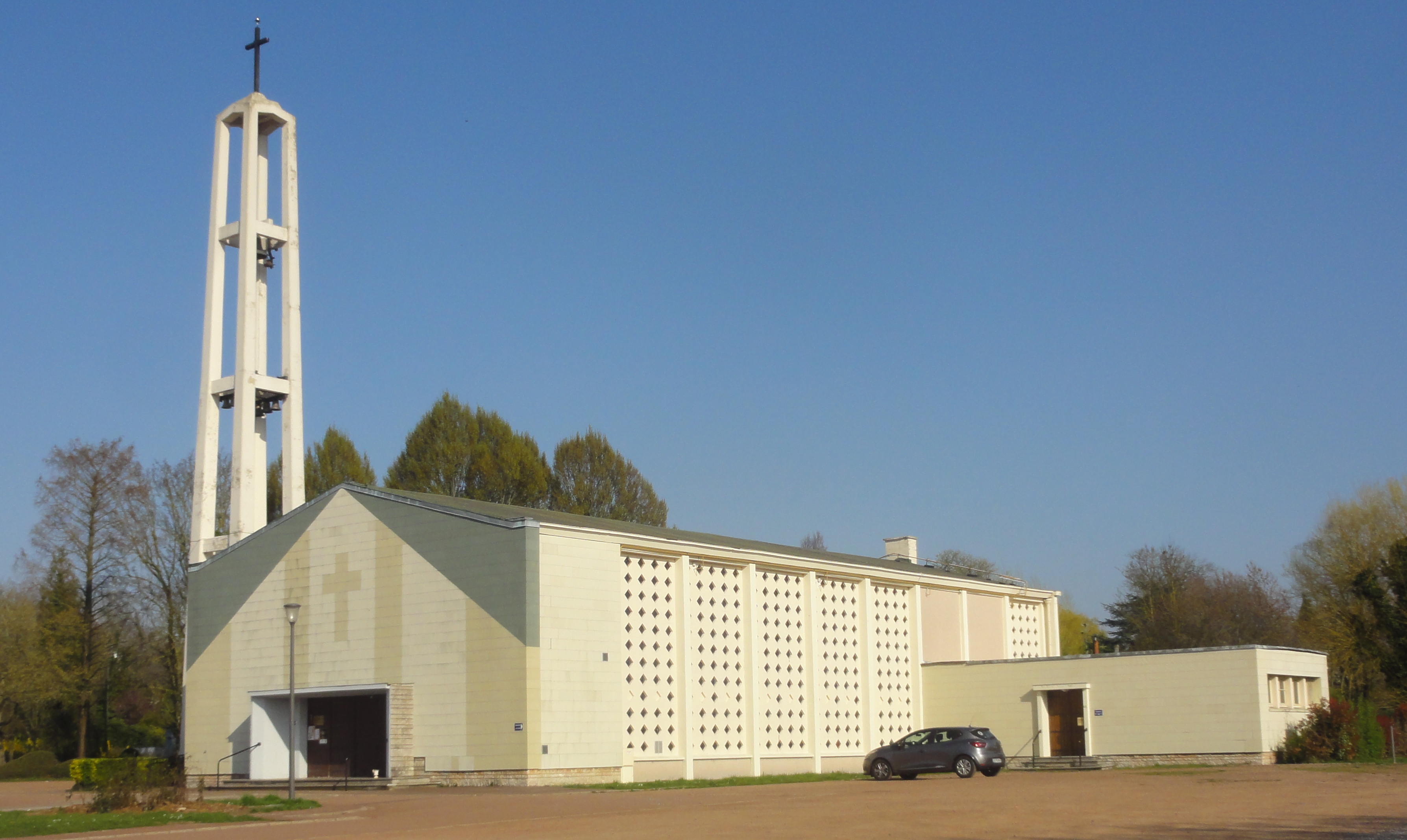
Kirche Saint-Sarre
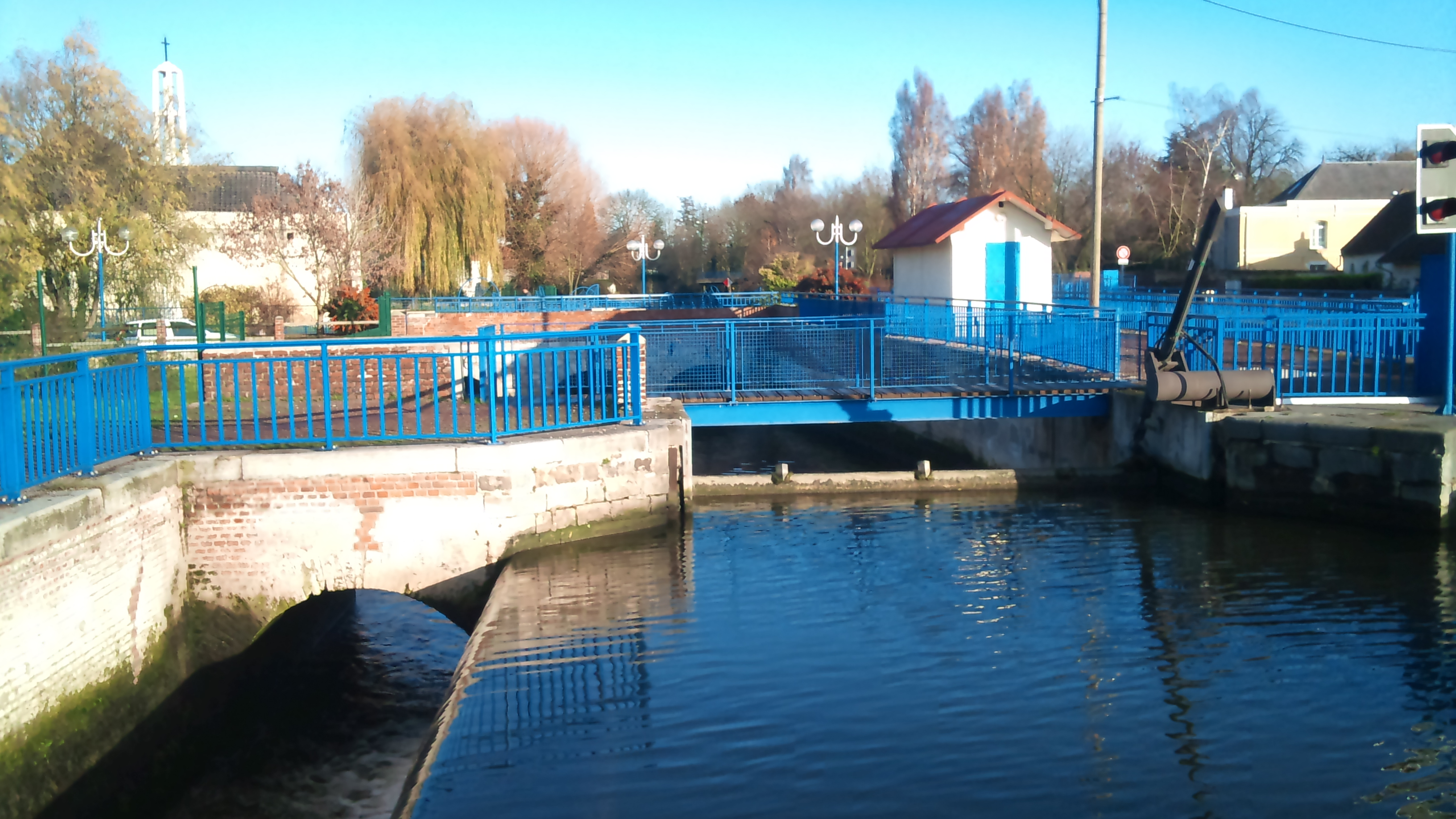
Quai Danton

## Persönlichkeiten
- Sigibert I. (535–575), Merowingerkönig, wurde nach seiner Ermordung in Vitry-en-Artois zunächst in Lambres bestattet.